# Atlantis: The Lost Continent Revealed
Atlantis: The Lost Continent Revealed (tạm dịch: Atlantis: Lục địa thất lạc được tiết lộ) là một cuốn sách phi hư cấu thuộc thể loại giả lịch sử của Charles Berlitz. Ông liệt kê một số giả thuyết thay thế về vị trí khả dĩ của Atlantis trong huyền thoại, đồng thời trích dẫn hàng loạt truyền thuyết và câu chuyện khác nhau có thể hỗ trợ những giả thuyết khác biệt. Tất cả các lĩnh vực và giả thuyết đều được đề cập bắt đầu từ sự góp mặt của Plato, Crete (Thera), Azores và Edgar Cayce vào câu chuyện này.
Berlitz, tác giả của nhiều cuốn sách nổi tiếng về những hiện tượng huyền bí và không giải thích được, đã nghiên cứu về Atlantis và viết một cuốn sách năm 1969 có nhan đề The Mystery of Atlantis. Berlitz không chỉ tin là Atlantis có thật mà còn cho rằng nó chính là nguồn gốc của bí ẩn Tam giác Bermuda, một chủ đề mà ông từng khám phá trong cuốn sách bán chạy nhất năm 1974 mang tên The Bermuda Triangle. Như được minh họa trong sách này, ông tin tưởng mạnh mẽ rằng người ngoài hành tinh vốn có liên quan đến Atlantis và Tam giác Bermuda theo một cách nào đó. Ý tưởng của ông từng được giới phê bình mô tả là giả khoa học. Những ý tưởng hoang đường của Berlitz về Tam giác Bermuda — và nói rộng ra là Atlantis — đã bị nhà nghiên cứu Larry Kusche, tác giả cuốn sách năm 1975 có nhan đề The Bermuda Triangle Mystery — Solved vạch trần một cách dứt khoát vào năm sau đó.
Năm 1984, Berlitz viết cuốn Atlantis: The Lost Continent Revealed nhằm phản bác lại những ý kiến bị giới phê bình bác bỏ.

## Giả thuyết trong sách

### Thảm họa hạt nhân
Theo nhà nghiên cứu hoài nghi [Guy P. Harrison] từng lên tiếng chỉ trích những phát biểu của Berlitz về Atlantis là vô nghĩa: "Charles Berlitz, cũng chính là nhà văn đã khơi dậy niềm tin vào Tam giác Bermuda, cũng chấp bút viết nên cuốn Atlantis: The Lost Continent Revealed. Berlitz còn đi xa hơn thế để thúc đẩy niềm tin rằng người dân Atlantis sở hữu vũ khí hạt nhân từ hàng nghìn năm trước và chính một cuộc chiến tranh hạt nhân quy mô lớn đã phá hủy nền văn hóa của họ!"

### Nguyên nhân tự nhiên
"Berlitz tin rằng Azores nắm giữ chìa khóa cho câu đố về Atlantis và viết 'Hoạt động núi lửa liên tục xảy ra ở khu vực Azores là nơi vẫn còn những ngọn núi lửa đang hoạt động... Các đảo Corvo và Flores ở Azores, từng được lập bản đồ từ năm 1351, đã liên tục thay đổi hình dạng, với phần lớn Corvo biến mất dưới đáy biển sâu.'
- Theo giả thuyết này, ông cho rằng Atlantis nằm ở giữa Bắc Đại Tây Dương và do nguyên nhân tự nhiên đã bị chìm dần theo năm tháng.

### Sự nhấn chìm thần kỳ
Theo giả thuyết cuối cùng của mình, Berlitz khẳng định kịch bản do Plato đưa ra về cơ bản là đúng. Mặc dù hầu hết các bằng chứng của ông ấy đều được cho là mang tính kích động, nhưng bằng chứng của ông ấy rất mỏng đến mức không tồn tại. Ở đây, một thợ lặn được cho là đã xác định được vị trí của một kim tự tháp khổng lồ chìm dưới nước gần Bahamas nhưng không tiết lộ tọa độ. "Một hòn đảo được cho là nổi lên từ Đại Tây Dương vào năm 1882, có đầy đủ các đồ tạo tác bằng đồng, nhưng không bao giờ được tìm thấy nữa, và nhật ký của con tàu phát hiện ra nó đã bị phá hủy trong trận oanh kích Luân Đôn năm 1940". Có lẽ ông đang đề cập đến kim tự tháp Cuicuilco, được Byron Cummings của Đại học Arizona phát hiện ra vào năm 1922.
- Theo lời giải thích này, ông khẳng định Atlantis nằm ở đâu đó trong Tam giác Bermuda, và sẽ nằm trong khoảng thời gian từ năm 1968 đến năm 1969, như Edgar Cayce đã dự đoán trước khi ông qua đời vào năm 1945.[7]

## Vạch trần Charles Berlitz

### Kusche
Nhà nghiên cứu Larry Kusche từng xuất bản cuốn The Bermuda Triangle Mystery: Solved vào năm 1975, lập luận rằng Berlitz và các tác giả khác đã phóng đại lời kể của họ và chưa thực hiện bất kỳ nghiên cứu thích hợp nào. Họ trình bày một số vụ mất tích là "bí ẩn" trong khi chúng chẳng hề bí ẩn chút nào, và một số trường hợp được báo cáo thậm chí còn không xảy ra trong Tam giác Bermuda.
Sau khi nghiên cứu sâu rộng vấn đề, Kusche kết luận rằng số vụ mất tích xảy ra trong Tam giác Bermuda thực sự không lớn hơn bất kỳ khu vực thương mại tương tự nào khác trên đại dương và các tác giả khác đã đưa ra thông tin sai lệch—chẳng hạn như không tường thuật về các cơn bão xảy ra vào cùng ngày với những vụ mất tích, và đôi khi thậm chí còn làm ra vẻ như tình hình yên tĩnh nhằm mục đích tạo ra một câu chuyện giật gân. Tóm lại: các tác giả trước đây của Tam giác Bermuda đã không thực hiện nghiên cứu của họ và cố ý hoặc vô tình "bịa đặt".
Cuốn sách này đã làm rất tốt việc vạch trần huyền thoại đến mức nó đã chấm dứt hầu hết sự cường điệu về Tam giác Bermuda. Khi các tác giả như Berlitz và số khác không thể bác bỏ phát hiện của Kusche, ngay cả những môn đệ kiên định nhất cũng khó lòng tin tưởng vào câu chuyện giật gân về Tam giác Bermuda. Tuy vậy, nhiều bài viết đăng trên tạp chí, chương trình truyền hình và phim ảnh vẫn tiếp tục đề cập đến Tam giác Bermuda.